# Résistance non violente
 (août 2024).
La mise en forme du texte ne suit pas les recommandations de Wikipédia : il faut le « wikifier ».
Les points d'amélioration suivants sont les cas les plus fréquents. Le détail des points à revoir est peut-être précisé sur la page de discussion.
- Les titres sont pré-formatés par le logiciel. Ils ne sont ni en capitales, ni en gras.
- Le texte ne doit pas être écrit en capitales (les noms de famille non plus), ni en gras, ni en italique, ni en « petit »…
- Le gras n'est utilisé que pour surligner le titre de l'article dans l'introduction, une seule fois.
- L'italique est rarement utilisé : mots en langue étrangère, titres d'œuvres, noms de bateaux, etc.
- Les citations ne sont pas en italique mais en corps de texte normal. Elles sont entourées par des guillemets français : « et ».
- Les listes à puces sont à éviter, des paragraphes rédigés étant largement préférés. Les tableaux sont à réserver à la présentation de données structurées (résultats, etc.).
- Les appels de note de bas de page (petits chiffres en exposant, introduits par l'outil «  Source ») sont à placer entre la fin de phrase et le point final[comme ça].
- Les liens internes (vers d'autres articles de Wikipédia) sont à choisir avec parcimonie. Créez des liens vers des articles approfondissant le sujet. Les termes génériques sans rapport avec le sujet sont à éviter, ainsi que les répétitions de liens vers un même terme.
- Les liens externes sont à placer uniquement dans une section « Liens externes », à la fin de l'article. Ces liens sont à choisir avec parcimonie suivant les règles définies. Si un lien sert de source à l'article, son insertion dans le texte est à faire par les notes de bas de page.
- La présentation des références doit suivre les conventions bibliographiques. Il est recommandé d'utiliser les modèles {{Ouvrage}}, {{Chapitre}}, {{Article}}, {{Lien web}} et/ou {{Bibliographie}}. Le mode d'édition visuel peut mettre en forme automatiquement les références.
- Insérer une infobox (cadre d'informations à droite) n'est pas obligatoire pour parachever la mise en page.

Pour une aide détaillée, merci de consulter Aide:Wikification.
Si vous pensez que ces points ont été résolus, vous pouvez retirer ce bandeau et améliorer la mise en forme d'un autre article.

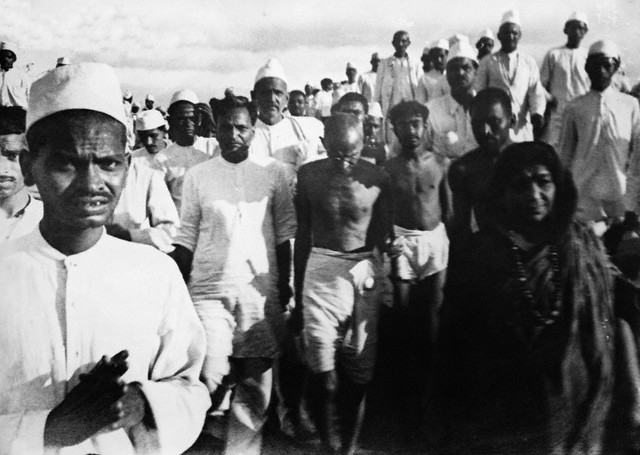
La marche du sel, en Inde, le 12 mars 1930.

La résistance non violente ou action non violente ou résistance passive est l'utilisation du pouvoir de la non-violence pour accomplir des objectifs socio-politiques au travers de protestations symboliques, de non-coopération économique ou politique, de désobéissance civile ou d'autres méthodes.
Cette pratique peut impliquer une résistance par inertie, opposée à un antagonisme actif.
Les formes de la résistance non violente sont extrêmement variées. Elles incluent par exemple la guerre de l'information (de l'édition de tracts à celle de journaux), l'art protestataire (graphique, musique, poésie), le lobbying pour impliquer la communauté, la résistance fiscale, le boycott, la lutte via la diplomatie, le sabotage matériel ne mettant pas en danger la santé d'autrui, le chemin de fer clandestin, le refus de récompense ou honneurs, la grève et le piquet de grève non violents et/ou la grève générale.
Parmi les théoriciens de la résistance non violente figurent les Américains Richard Gregg et Gene Sharp, Martin Luther King Jr., l'Anglais Adam Roberts (en), l'Allemand Theodor Ebert (de) et les Français Jean-Marie Muller et Jacques Sémelin.

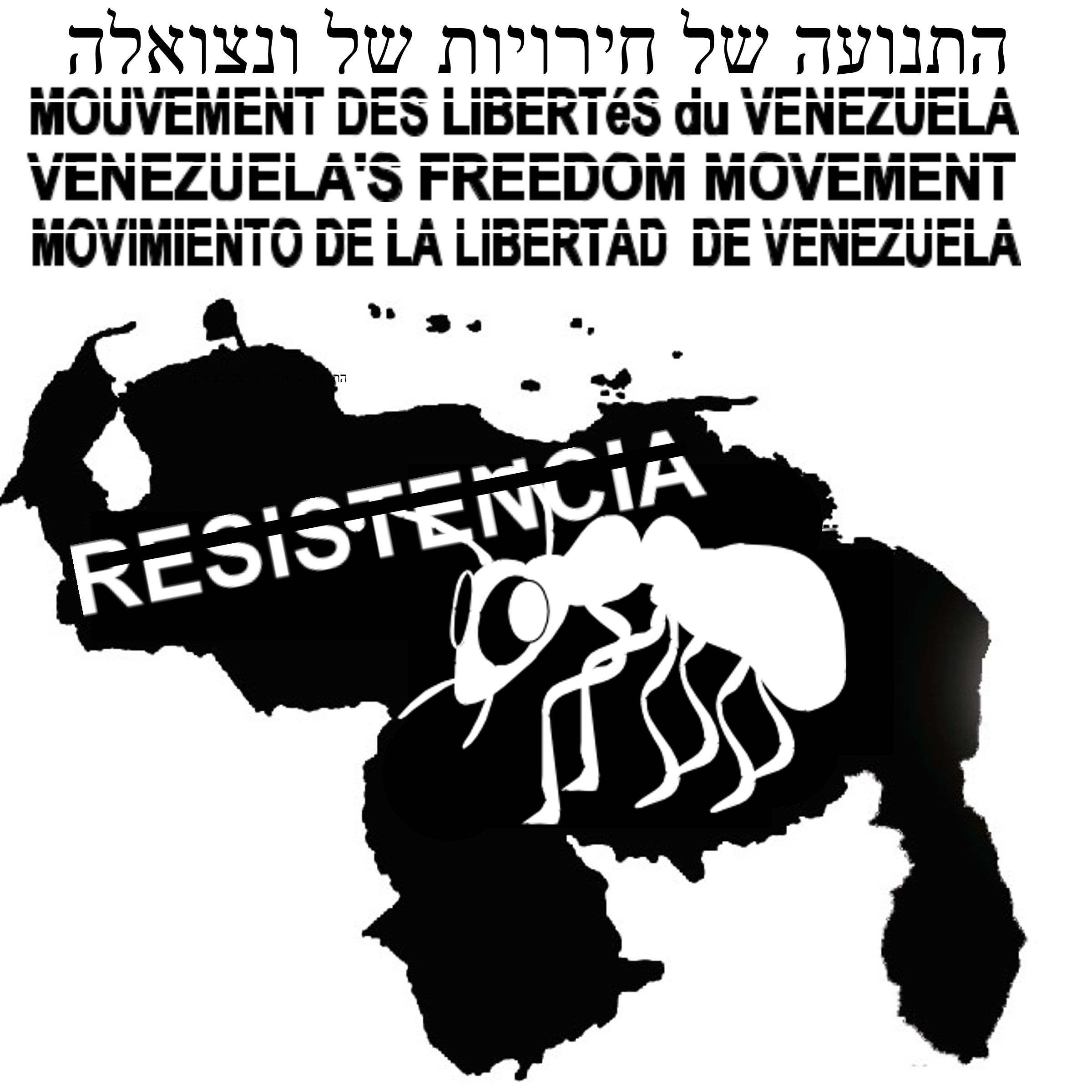
Resistencia Venezuela 8-001.

## Luttes non-violentes dans l'histoire
La non-violence a été popularisée dès 1921 par Gandhi en Inde, par la notion d'ahiṃsā (du sanskrit a, « négation », et himsâ, « violence »), un des fondements du jaïnisme, de l'hindouisme et du bouddhisme. Elle a été adoptée ou utilisée plus ou moins ouvertement par de nombreuses personnes, dont Martin Luther King pour la lutte des Noirs américains contre la ségrégation, le 14e dalaï-lama en exil en Inde pour résoudre le conflit sino-tibétain, Adolfo Pérez Esquivel en Amérique latine, Vinoba Bhave à nouveau en Inde, Lech Wałęsa et Václav Havel contre les gouvernements communistes polonais et tchèque, Cory Aquino aux Philippines, Nelson Mandela (position abandonnée en 1961) et Steve Biko en Afrique du Sud, Aung San Suu Kyi en Birmanie et Ibrahim Rugova au Kosovo.
Albert Einstein s'intéressa à cette forme de lutte, admira Gandhi et signa le manifeste de Bertrand Russell contre la violence militaire nucléaire. Gandhi définit la non-violence par « la non-participation en quoi que ce soit que l'on croit maléfique ».
Le 10 novembre 1998, à l'appel de tous les prix Nobel de la paix vivants, l'Assemblée générale des Nations unies a voté une résolution déclarant la décennie 2001-2010 « Décennie internationale de la promotion d'une culture de la non-violence et de la paix au profit des enfants du monde ». En 2007, les Nations unies ont décidé que le 2 octobre (jour de naissance de Gandhi) serait désormais une « Journée internationale de la non-violence ».

## Exemples de luttes non-violentes avérées
Gandhi, en nommant et expliquant la non-violence, a permis de comprendre la spécificité de nombreux changements de société, de nombreuses révolutions, de nombreuses luttes d'indépendance qui l'ont précédé, qui sont contemporaines ou qui sont advenues après sa mort. Les exemples de victoires de la non-violence sont légion, tant au niveau local que national ou international. Alors que les révoltes violentes des pauvres ne leur rapportent le plus souvent qu'une oppression pire, la grève, moyen non-violent, permit au mouvement ouvrier d'obtenir enfin des améliorations durables de la condition ouvrière. À comparer par exemple avec les soulèvements ouvriers violents dans toute l'Europe en 1848, durement réprimés ou la révolution violente de 1917 en Russie ou celle de Cuba qui menèrent à l'instauration de dictatures communistes.
Exemples de révolutions non-violentes ayant mis fin à des dictatures :
- Lutte contre le putsch de Kapp en Allemagne, 1920[5].
- Renversement de la dictature à la suite de l'initiative de femmes en Colombie, 1957.
- Philippines : révolution People Power, nommée aussi Révolution des chapelets ou Révolution jaune, qui mena au renversement de la dictature de Marcos, 1986[6].
- Grève de la faim contre la dictature de Banzer, Bolivie, 1977-1978, et renversement de son gouvernement en 1979[7].
- Lutte non-violente aboutissant à la chute du régime communistes de Pologne (1989)[8],
- Chute du mur de Berlin (1989) : révolution de velours en Tchécoslovaquie (novembre 1989)[9], lutte non-violente de la République démocratique allemande (RDA)[10] ; début de la fin des régimes communistes d'Europe de l'Est.
- Révolution des Roses en Géorgie : départ du président Chevardnadze, malgré un soutien marqué de la Russie.
- Démission du président bolivien Lozada en 2003 : malgré un soutien marqué des États-Unis, il est renversé non par la guérilla mais par un patient travail politique non-violent qui permit des élections suffisamment démocratiques.
- Révolution orange en Ukraine en 2004.
- Révolution de jasmin en Tunisie, chassant le président Ben Ali (fin 2010-début 2011)[11].

Exemples de luttes non-violentes pour l'indépendance :
- L'Inde par la longue lutte non-violente de Gandhi se libère de la première puissance mondiale, 1948[12].
- Le Congo belge accède à l'indépendance à la suite de la lutte non violente organisée par Lumumba aidé par Jean Van Lierde en Belgique (1958-1960)[13].
- La Zambie avec Kenneth Kaunda (1953-1960).
- Le Ghana avec Nkrumah (1960).
- La révolution du cèdre : le Liban s'émancipe de la tutelle syrienne en 2005. Premier pays arabe à vivre une expérience forte de non-violence.
- Le Kosovo avec la Ligue Démocratique du Kosovo dont Ibrahim Rugova fut le leader charismatique (années 1990)

Exemple de lutte non-violente contre une armée d'occupation :
- Résistance non-armée des Allemands contre l'occupation franco-belge de la Ruhr, 1923[14].
- Résistance de la Tchécoslovaquie contre l'occupation militaire de l'Union soviétique et ses cinq alliés le 21 août 1968[15],[16]

Exemples de luttes non-violentes ayant changé la vie des citoyens :
- Nouvelle-Zélande : Te Whiti o Rongomai (1830c-1907), à Taranaki.
- Royaume-Uni : la Women's Tax Resistance League participe, grâce à la résistance fiscale, au combat pour le droit de vote des femmes (1909-1918).
- Occident : luttes ouvrières fondées sur la grève et la manifestation.
- États-Unis : mouvement afro-américain des droits civiques, avec notamment Martin Luther King ; lutte pour les droits des ouvriers agricoles latinos avec César Chavez[17].
- Inde : lutte en faveur des sans-terre avec Vinoba Bhave puis avec Ekta Parishad fondé par Rajagopal P. V.
- Monde : mouvements féministes.
- Monde : mouvements écologistes.

Pour les militants de la non-violence, une telle liste (loin d'être exhaustive) témoignerait de l'efficience concrète de la non-violence, de sa capacité à mettre en route des changements de société durables allant dans le sens du progrès, de la démocratie, de la justice, de l'égalité et de la liberté.